# Тимковський Ілля Федорович
Тимкі́вський Ілля́ Фе́дорович (*15 (26) липня 1773, Переяслав — †15 (27) лютого 1853, Туранівка) — український правознавець, мовознавець, освітній діяч та педагог.
Разом з Василем Каразіним був серед організаторів Харківського університету. Професор Харківського університету. Почесний доктор права Харківського (1804) та Московського (1805) університетів, член Гетінгенського наукового товариства (1809). У 1809—1811 роках був деканом відділення моральних і політичних наук (майбутнього юридичного факультету) Харківського університету.

## Біографія
Народився у багатодітній родині Федора Назаровича (1739—1790) та Ганни Савівни Тимківських. Окрім нього, у родині було ще 5 братів, серед них Василь (1778—1808), Іван (1773—1853), Роман (1785—1820), Юрій (1790—1875) та 3 сестри, серед них наймолодша Гликерія, мати Михайла Максимовича. Дядько Михайла Максимовича.
Навчався 1785–1789 році в Київській академії, закінчив 1792 року філософський і 1796-му юридичний факультети Московського університету.
Протягом 1796–1802 роках працював у міністерстві юстиції (Петербург).
Брав участь у заснуванні Харківського університету, де в 1803–1811 викладав цивільне й Кримінальне право, загальну словесність, одночасно був куратором Харківського навчального округу.
1818 — 1821 — глухівський повітовий суддя, У 1825–1838 роках — директор Новгород-Сіверської гімназії.
Помер Ілля Тимковський 27 лютого 1853 року. Його поховали у туранівській церкві Введення пресвятої Богородиці. Там пізніше поховали і його дружину Софію Іванівну. Церкву знищили на початку XX ст., поховання не збереглися.

## Наукова спадщина
Займався етимологізацією давніх назв. У праці «Спосіб дослідження щодо філософічного пізнання російської мови» (1811) Тимківський одним із перших учених порушив питання про старожитність мови слов'ян та її зв'язки з іншими давніми мовами, про періодизацію історії «славеноросійської» мови, вказав на відмінності між церковнослов'янською та російською мовами, здійснив порівняння деяких «славеноросійських» слів із лексемами грецької, латинської, німецької та інших мов для доказу їх спорідненості, здійснив спробу класифікації лексики залежно від походження.
Тимковському належать спроби словотворчого аналізу слова. Як історика мови його вважають попередником Федора Буслаєва, Ізмаїла Срезневського та ін.

## Праці
- «Систематическое расположение законов российских» (1802),
- «Опытный способ к философическому познанию российского языка» (1811),
- «О состоянии пчеловодства в Черниговской губ.», (1853),

### Спогади
- Тимковский И. Ф. Памятник Ивану Ивановичу Шувалову, основателю и первому куратору Московского университета // Москвитянин. 1851. № 9/10. С. 1—49.
- Тимковский И. Ф. Моё определение на службу. Сказание в трех частях 1850 года // Москвитянин. — 1852. — Том V , № 17. Кн. 1 — С. 1–26 , I—II ; № 18. Кн. 2 — С . 27–48; № 20. Кн. 2 — С . 51–88.
- Сборник материалов для исторической топографии г. Киева и его окрестностей. — К., 1874.

## Родина
В Новгороді-Сіверському Ілля Тимковський познайомився з дочкою директора тутешнього училища Івана Холанського – Софією. Одружившись з нею 5 вересня 1809 року, він придбав село Туранівку Глухівського повіту (з 2020 року - Шосткинського району) Чернігівської губернії (з 1939 року - Сумської області), яке подарував Софії хрещений батько Микола Туранський. Саме в цьому селі восени 1811 року оселився 39-річний доктор філософії Харківського університету Ілля Тимковський. У шлюбі народилося 5 дітей.

## Ушанування пам'яті
З нагоди 250-річчя з дня народження Іллі Тимковського в селі Туранівці Шосткинського району на місці поховання та біля автодороги Глухів - Ямпіль в цьому ж селі були встановлені 26 липня 2023 року пам'ятні знаки.

### Енциклопедично-довідкова література
- Німчук В. В. Тимківський Ілля Федорович // Українська мова : енциклопедія / НАН України, Інститут мовознавства ім. О. О. Потебні, Інститут української мови ; ред. В. М. Русанівський [та ін.]. — К. : Українська енциклопедія, 2000. — ISBN 966-7492-07-9.
- Сташис В. В., Зяблюк М. П. Тимківський Ілля Федорович // Юридична енциклопедія в 6-ти тт. — К., 2004. — Т. 6. — С. 56.

### Інша література
- Шугуров Н. В. Илья Федорович Тимковский, педагог прошлого времени // «Киевская старина», 1891, № 8—10;
- Максимович М. А. Воспоминание о Тимковских. «Киевская старина», 1898, № 11 (те ж саме у збірнику: Памяти М. А. Максимовича. — Киев: Тип. Имп. ун-та Св. Владимира Н. Т. Корчак-Новицкого, 1898. — 102 с. — Отд. оттиск из журнала «Киевская старина».)